# SOMUA S35
De SOMUA S35 is een Franse middelzware cavalerietank uit het Interbellum.
Ontwikkeld vanaf 1934, was het type bedoeld om er in een aantal van zeshonderd de pantserdivisies van de Cavalerie mee uit rusten. Eerst door geldgebrek en later vanwege de toepassing van een moeilijk te produceren pantser van gietstaal, bleef in juni 1940 de fabricage in feite beperkt tot 430. Een verbeterde versie met een gelaste toren, de SOMUA S40, is nooit in productie genomen. De SOMUA S35 was een vrij snelle tank en beter bepantserd en bewapend dan de toenmalige middelzware tanks uit Duitsland of de Sovjet-Unie. Daarom wordt hij wel de beste tank uit het begin van de Tweede Wereldoorlog genoemd. Zijn tactische effectiviteit werd echter beperkt door een eenmanstoren. Toch toonde hij zich in gevechten tijdens de Slag om Frankrijk in mei 1940 meestal de meerdere van zijn Duitse tegenstanders; dit werd echter irrelevant door de strategische fouten die leidden tot de Franse nederlaag: de Franse pantserdivisies van de Cavalerie werden door de onverwachte Duitse opmars door de Ardennen afgesneden. Voor de rest van de oorlog zouden de Duitsers en hun bondgenoten buitgemaakte voertuigen gebruiken.

## Ontwikkelingsgeschiedenis
Op 26 juni 1934 maakte de Franse Cavalerie nieuwe specificaties bekend voor een Automitrailleuse de Combat (AMC). Automitrailleuse ("machinegeweervoertuig met eigen aandrijving", het huidige woord voor pantserwagen) was een verhullende term om te verbergen dat het in feite om een tank ging: die mochten volgens de wet alleen bij de Infanterie ingedeeld worden. Al in 1931 waren er, in het kader van de geplande mechanisering van het Franse leger in antwoord op gelijksoortige ontwikkelingen bij de Sovjet-Unie, plannen opgesteld voor een hoofdgevechtstank, maar die behelsden een veel lichter voertuig. De nieuwe plannen voorzagen in een pantserdikte van veertig millimeter rondom, om de tank onkwetsbaar te maken voor de meeste antitankkanonnen van die tijd; een gewicht van dertien ton; een kanon van 47 of 25 mm; minstens één machinegeweer, een rijbereik van tweehonderd kilometer op de weg en vijf uur in het terrein, een kruissnelheid op de weg van dertig km/u en een bemanning van drie.
Zoals zo vaak in Frankrijk gebeurde bij de aanschaf van wapens, waren er al vooraf contacten geweest tussen het leger en de industrie. Renault was als reactie op de eerste specificaties al een type aan het ontwikkelen: de AMC 34. De Cavalerie had er echter een hard hoofd in dat dit zou resulteren in een bruikbaar voertuig. Na eerdere ervaringen met de AMR 33 vertrouwde men Renault op dit punt niet meer. Men ging dus gretig in op een plan, na eerdere contacten over een zestons (de AC1 van 1931) en een negentons (de AC2 van 1933) tank, dat op 17 mei aan de Service de l'Armement voorgelegd werd door een dochtermaatschappij van het bedrijf Schneider: de Société d'Outillage Mécanique et d'Usinage d'Artillerie ofwel SOMUA, gevestigd te Saint-Ouen, om een prototype te bouwen dat gebruik zou maken van gietstaal. Op 16 juli werd het contract hiervoor getekend en de constructie begon op 12 oktober 1934.
Eerst werden twee houten maquettes gemaakt van een schaal 1:5. Het prototype, genaamd AC3 ("AC" staat voor Automitrailleuse de Cavalerie), kon, doordat de belangrijkste voorbereidende studies reeds uitgevoerd waren, al klaar zijn op 14 april 1935. Zoals gebruikelijk bestond het slechts uit een romp; een ijzeren cilinder was daarbovenop aangebracht om het gewicht van de toren te simuleren. Het werd getest bij de Commission de Vincennes tussen 4 juli en 2 augustus 1935. Hierbij kwamen een aantal afwijkingen van de specificaties aan het licht: het gewicht lag in feite op zeventien ton en de gevraagde kruissnelheid werd niet gehaald. Wel was het type zeer snel in het terrein. Het algehele oordeel van de commissie was niet ongunstig maar omdat het motorlawaai extreem hoog was, keerde het prototype terug naar de fabriek om tussen 5 augustus en 15 oktober van een andere type motor voorzien te worden. Tussen 15 oktober en 17 december 1935 volgden nieuwe beproevingen. Die resulteerden echter niet in een eindoordeel want de commissie had te horen gekregen dat een geheel verbeterd type in aanbouw was; het leek eerlijker daarover een mening te geven want aan het oorspronkelijke prototype waren nu zoveel veranderingen aangebracht dat de componenten niet meer goed bij elkaar pasten. Daarna werd een voorserie van vier gebouwd van een verbeterde versie, de AC4, waarmee rijproeven werden gehouden tussen 1 juli 1936 en 3 maart 1937. Deze eerste voertuigen hadden de standaard APX1 toren, ook gebruikt voor de Char D2 en de Char B1, met het korte 47 mm SA 34 kanon, dat een slecht doorslagvermogen had. Gelijktijdig werden schietproeven gehouden voor een verbeterd kanon met een provisorische torenopstelling te Versailles. In reactie op de testen werden verbeteringen aangebracht aan de motor, de rupsband, het aandrijfwiel en de ventilatie. Op 27 januari 1938 keurde de commissie het type dan eindelijk goed, met de aanmerking dat het beste was een rupsband te gebruiken met langere schakels van 105 in plaats van 75 millimeter.
Ondertussen was echter de internationale situatie zo verslechterd door de Rijnlandcrisis dat al op 25 maart 1936 de AC4 geaccepteerd werd als de standaard middelzware tank van de Cavalerie met als officiële naam Automitrailleuse de Combat modèle 1935 S (of AMC 1935 S); tegelijkertijd werd er een eerste bestelling gedaan van vijftig. Informeel noemde men het voertuig meestal de SOMUA S35; tegenwoordig komt men in de boeken ook vormen tegen als S35 of zelfs "S-35"; Franse teksten gebruiken hier echter de trait d'union niet. Wel werd het binnen de Cavalerie vanaf 1938 gebruikelijk om de pretentie dat het slechts een automitrailleuse betrof te laten vallen en sprak men van de Char 1935 S.
De voertuigen van deze eerste hoofdserie zouden het langere, en dus veel krachtigere 47 mm SA 35 kanon gebruiken, maar de mechanische verbeteringen uit 1937 konden er nog niet in verwerkt worden; die zouden eerst hun toepassing vinden in verdere productiegroepen.
De Cavalerie had oorspronkelijk een totale aanschaf van zeshonderd voorzien, om drie pantserdivisies bijna volledig met het type uit te rusten maar vanwege bezuinigingen moest dat beperkt worden tot een tweede bestelling van 250; het tekort zou aangevuld worden met driehonderd Hotchkiss H35's, lichte infanterietanks die door de Infanterie waren afgewezen. Dit lichte type was traag en slecht bewapend en paste dus slecht bij de SOMUA S35. Vlak voor de oorlog werd er alsnog een derde bestelling gedaan van tweehonderd tanks.
De nieuwe productieserie werd op haar beurt weer kritisch getest door de Commission de Vincennes die in januari 1939 aanbeval de reminrichting te versterken.
De acceptatie van de SOMUA S35 betekende ook dat men niet meer zat te wachten op een verbeterd type van Renault. Toen dat in 1936 toch kwam, in de vorm van de AMC 35, werden er om politieke redenen vijftig van besteld maar die zijn voor de Duitse invasie nooit in dienst genomen.

## Beschrijving

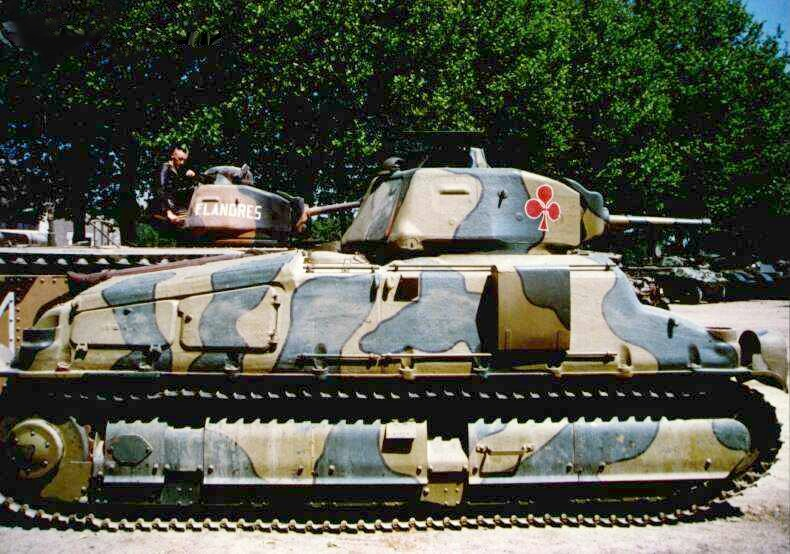
De rechterzijde; het luik in het commandokoepeltje is later door de Duitsers aangebracht

Voor een middelzware tank van die periode was de SOMUA S35 geen heel groot voertuig, met een lengte van 538, een breedte van 212 en een hoogte van 262 centimeter. Toch bedraagt het gewicht 19,5 ton, een teken dat er relatief veel massa zit in de bepantsering. Het voertuig is wat topzwaar. De vier (het prototype had er nog vijf) gegoten modules van de romp hebben een maximale dikte van 47 millimeter vooraan, 40 mm aan de zijkanten en 35 mm aan de achterkant. Twee vormen naast elkaar, en vastgesmeed, in de lengterichting het onderstel, 47 mm dik van voren, 25 mm dik aan de zijkant en van achteren, 20 mm dik op de bodem; de opbouw bestaat uit een voorkant (bestuurdersruimte en gevechtsruimte) en achterkant (motorcompartiment) en is met zware bouten op het onderstel bevestigd. Het is wel beweerd dat de verbindingsnaad een zwakke plek zou zijn geweest, in de zin dat een daar inslaande pantsergranaat de hele tank had kunnen splijten, maar er is geen enkel bewijs voor dat zoiets ooit echt gebeurd is.

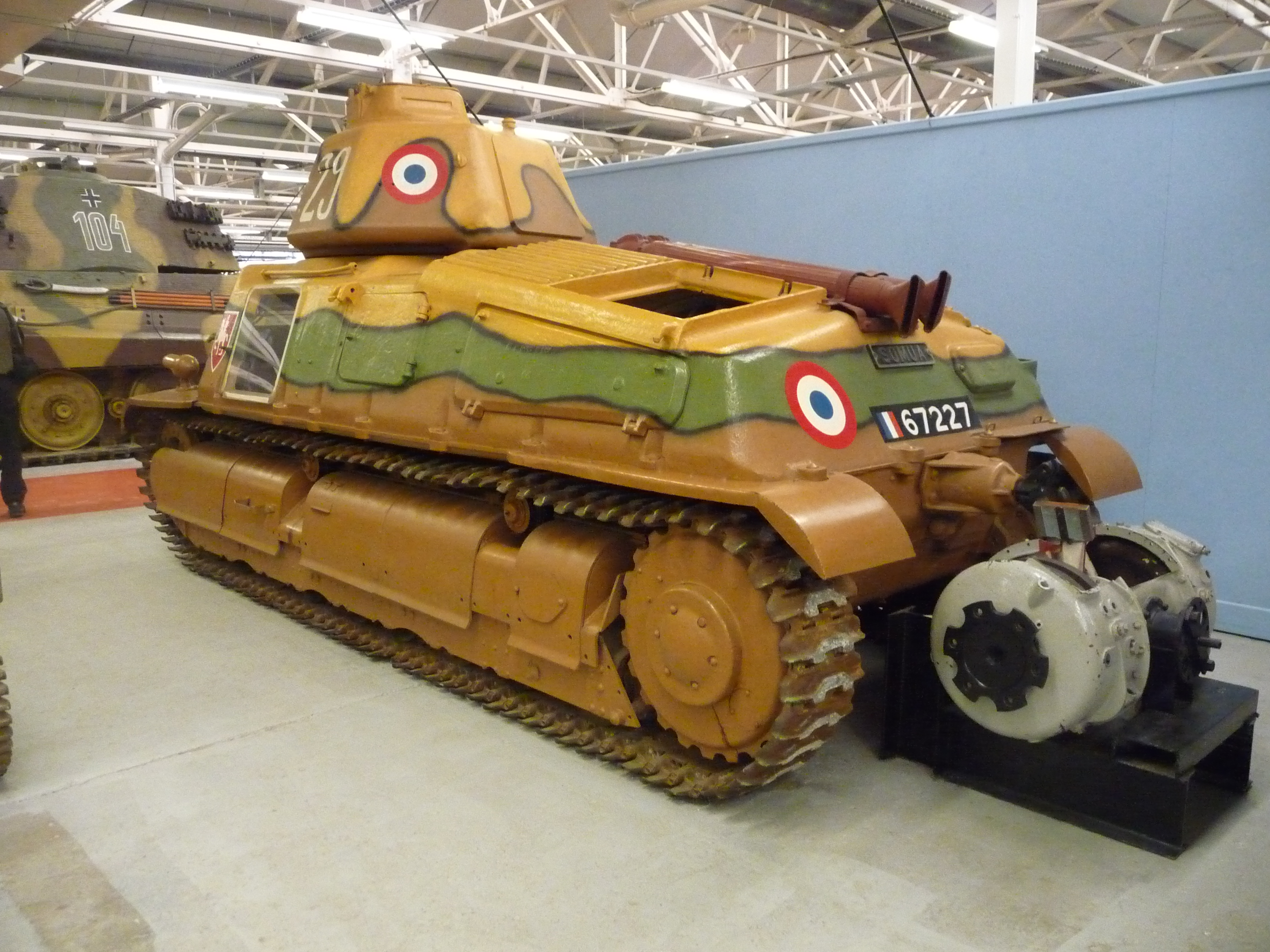
De motor van de SOMUA S35

De ophanging was ontworpen door hoofdingenieur Eugène Brillié, die in 1915 nog de eerste Franse tank ontwikkeld had, de Schneider. Later was hij in Tsjecho-Slowakije bij Škoda gaan werken en had daar voor de LT35 een ophanging ontwikkeld: acht loopwielen per zijde, per paar gevat door een wielonderstel en twee wielonderstellen weer verbonden aan een groter, geveerd door bladveren, en een spanwiel met springveer. Het aandrijfwiel zit aan de achterkant; de band wordt ondersteund door twee toprollers. Dit systeem werd door hem ook voor de SOMUA S35 toegepast. Het was goedkoop en geschikt voor een matige snelheid maar ook onderhoudsgevoelig. Helaas werd het beschermd door een stel tien millimeter dikke pantserplaten (de romp erachter was maar 25 mm dik) dat ook als moddervangers diende, dat slechts met de grootste moeite te verwijderen was. Bij de eerste vijftig voertuigen kostte het zeven man ongeveer een dag om het te repareren. Bij de latere series werden eenvoudiger te verwijderen bouten aangebracht en opklapbare platen maar het geheel bleef een achilleshiel. Bij latere voertuigen werden ook de oorspronkelijke rupsbanden met 144 schakels van 75 mm lengte vervangen door banden met 103 schakels van 105 millimeter lengte. De banden hebben een breedte van 36 centimeter. De bodemvrijheid is 42 centimeter, de wielbasis 170 cm, het overschrijdingsvermogen 235 cm, het klimvermogen vijftig centimeter, de klimhoek 35° en het waadvermogen een meter.

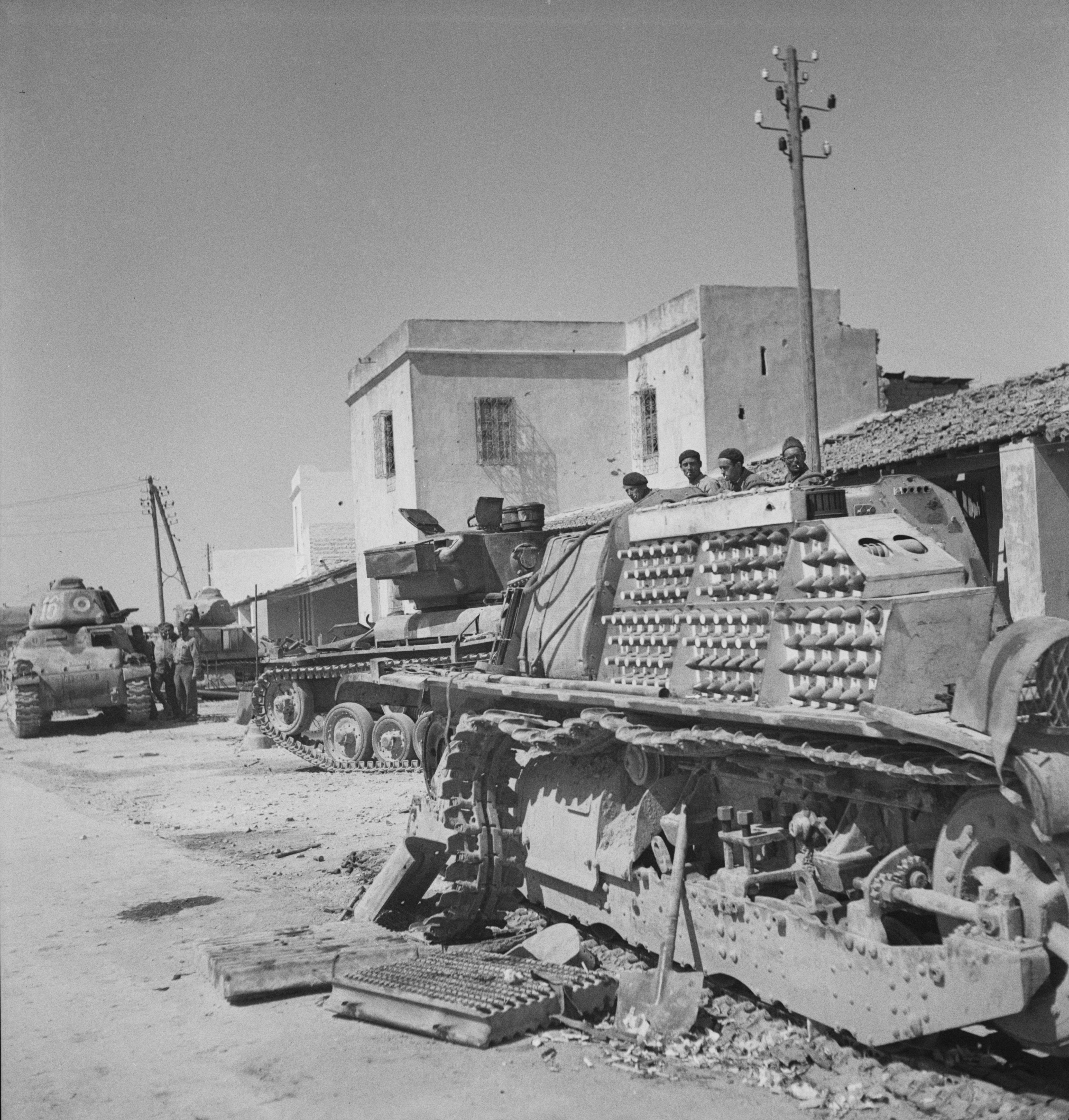
Van de SOMUA S35 kon het gegoten pantser bijna helemaal in het veld verwijderd worden. Hier een tank met afgeworpen rupsband in reparatie in Tunis, in mei 1943; onder de verwijderde bovenbouw zijn de munitierekken goed zichtbaar

Achteraan bevindt zich het motorcompartiment met een acht-cilinder 12700 cc SOMUA-benzinemotor van 190-200 pk die in feite ontworpen was door Javier-Sabin. De maximumsnelheid bedraagt 40,7 km/u. Achter de motor zit de transmissie, ook al afgeleid van die van de LT35. Naast de motor bevinden zich twee zelfdichtende brandstoftanks, een van 101 en een van 410 liter. De motor wordt gevoed uit de kleinere tank, die zelf automatisch via een overloop bijgevuld wordt uit de grotere. Het tanken moet geschieden door de kleinere tank te vullen die dan weer overloopt in de grotere. Onervaren bemanningen wilden nog weleens denken dat alles op voorraad was als de kleinere bijna vol raakte. Anders was het rijbereik 255 kilometer. Tussen de motor en de gevechtsruimte bevindt zich een brandvrij schot. Op verschillende punten is een automatisch Telecamit blusapparaat aanwezig, dat gebruikmaakt van methylbromide opgeslagen in drie druktanks. Om oververhitting te voorkomen zijn er grote ventilatiespleten op het achterdek en bij de eerste vijftig voertuigen ook in de onderhoudsluiken aan de rechterzijde van de romp; die worden later massief gemaakt om zwakke plekken te voorkomen.
Voorin links zit de bestuurder, achter een opklapbaar pantserluik in een vooruitspringend gedeelte van de romp. Als dat gesloten is, heeft hij zicht op de weg via een brede diascoop (kijkspleet met pantserglas) in het luik of via een episcoop erboven die met een vizier afgedekt kan worden. Links en rechts van zijn positie heeft hij nog kleinere kijkspleten. De chauffeur kan de tank op de toen gangbare wijze besturen, via de remmen, pneumatisch bekrachtigd met de uitlaatgassen. Maar de tank kan ook met het intrappen van de koppeling, waarna rechts met een lange pook de versnelling geschakeld wordt, via de vijf versnellingen differentieel gestuurd worden, waarbij iedere hogere versnelling een grotere draaicirkel oplevert. Dit systeem was toen zeer geavanceerd. Er is een ook één versnelling achteruit, die differentieel als een "neutraal" werkt waarbij de tank op de plaats rond kan draaien. De instrumenten lijken op die van een normale auto en er is zelfs een stuurwiel voorhanden. Aan de rechterkant van de voorkant van de romp bevindt zich een kijkspleet voor de radioseiner. Alle bemanningsleden kunnen instappen via een groot luik aan linkerzijde. Onder de gevechtsruimte is een ontsnappingsluik. Alle luiken worden gasdicht afgesloten. Dat heeft als nadeel dat als het machinegeweer gebruikt wordt na een honderdtal schoten de beide rompventilatoren overbelast raken en de binnenruimte zich met rook vult.

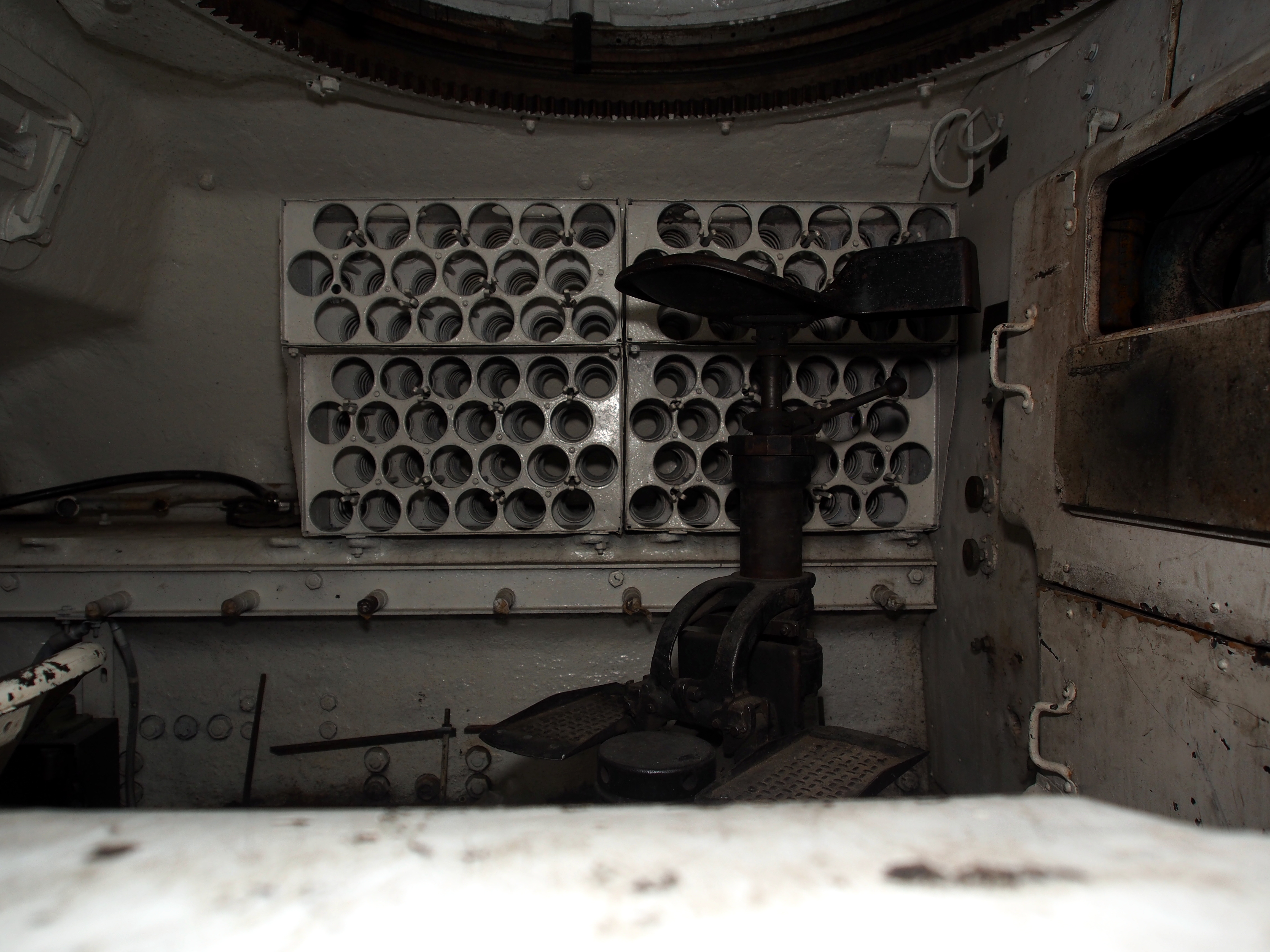
Het munitierek in de romp

De zevenhoekige koepel, 2570 kilogram zwaar met een gietstalen pantsering rondom van 42 millimeter, boven op de gevechtsruimte, is een variant van de APX 1: de APX 1 CE (chemin élargi) met een verbrede (1130 in plaats van 1022 millimeter) torenring. Dit staat de radioseiner, die zich rechts halverwege de chauffeur en de gevechtsruimte bevindt, toe de commandant de munitie aan te reiken uit de voorraad van 118 granaten (in 1940 is de "mix" negentig pantsergranaten, 28 brisantgranaten; eerder was het voorschrift veertig pantsergranaten) en 2250 machinegeweerkogels in vijftien houders. Deze inrichting noemde men wel de "anderhalfmanstoren" in tegenstelling tot de "eenmanstoren" van de meeste Franse tanks. De commandant heeft een zware werklast: hij is ook nog schutter en lader van de bewapening: het 47 mm Lang 32 SA 35 kanon met een aanvangssnelheid van 660 m/s en de 7,5 mm Châtellerault modèle 31 optioneel co-axiale mitrailleuse — die ook losgekoppeld van het kanon tien graden naar links en naar rechts bewogen kan worden. Althans de taak de radio te bedienen kon overgelaten worden aan de seiner; in de praktijk ontbraken de geplande radio's zelfs in mei 1940 nog bij de meeste voertuigen. Pelotonscommandanten hadden wel een ER (émetteur-récepteur) 29 set en eskadronscommandanten de zwaardere ER26 set voor contact met hogerliggende bevelslagen, maar de korte-afstands-ER28-sets voor de communicatie met andere tanks van het peloton waren afwezig, hoewel soms antennes al geplaatst waren als voorbereiding voor de in de zomer van 1940 geplande installering — die dus te laat kwam voor de invasie. Een van de redenen van de vertraging is dat de oorspronkelijke geplande positie voor de ER28 de linkerachterzijde aan de binnenkant van de toren is; daar was nog ruimte over — maar men was vergeten dat die diende voor de terugslag van het kanon: een radio in die positie zou bij het eerste het beste schot verpletterd worden! In het voorjaar van 1940 worden de tanks van sommige eenheden uitgerust met een intercomsysteem.
De commandant heeft uitzicht over de omgeving via een veertig millimeter dik commandokoepeltje dat apart rond kan draaien en voorzien is van vier stuks optiek: aan de voorkant een binoculair met twee episcopen die met een neerklapbaar vizier beschermd kunnen worden, links een episcoop en achterin een diascoop, ook met een vizier, die hoogst oneerbiedig de "Estiennegleuf" (fente Estienne) genoemd wordt, naar de vader van het Franse tankwapen. Links en rechts van de toren heeft hij ook een diascoop, die bij latere voertuigen door een PPL RX 160 episcoop vervangen wordt. Een echt onbelemmerd zicht levert dat niet op en er is geen luik in het commandokoepeltje om snel even een blik naar buiten te werpen. De commandant zit in de praktijk dan ook op het achterluik, waarvan de bovenzijde naar binnen kan inklappen waardoor de onderzijde via een beugelsysteem naar buiten glijdt. Zo kan de man op de gladde buitenkant van het pantser plaatsnemen. Een draaipunt boven het luik op het torendak aangebracht stelt hem zelfs in staat daar het reservemachinegeweer als luchtafweerwapen te gebruiken. In die positie kan hij weliswaar de vijand goed waarnemen, maar is ook uiterst kwetsbaar; hij moet zich ook weer in de toren laten zakken om het kanon te bedienen. Bij het richten kan hij gebruikmaken van een viermaal vergrotend L.762 optisch vizier. De toren kan snel elektrisch gedraaid worden, eerst in 28, later verbeterd tot twintig seconden, aangedreven door een 12 V Ragonot elektromotor, maar de fijninstelling en de elevatie en domping (18° op en neer) moet met draaiwielen gebeuren.

## Tactische Functie

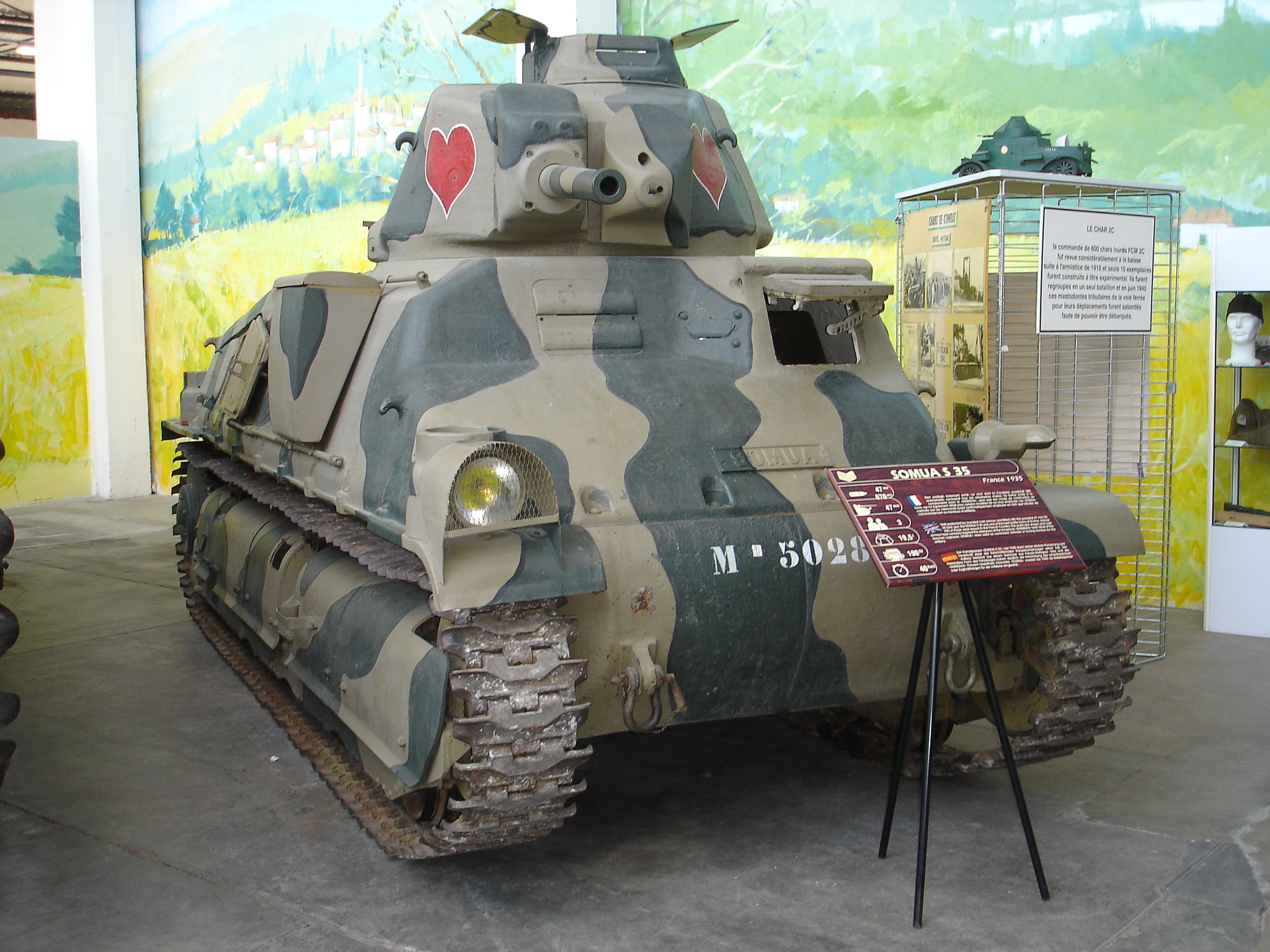
De SOMUA S35 opgesteld in het Musée des Blindés

In de jaren dertig geloofden de Fransen, net als de meeste naties, in een strikte arbeidsverdeling tussen infanterie- en cavalerietanks. Tanks werden gezien als een puur aanvalswapen en de infanterietanks hadden de gespecialiseerde taak het vijandelijke front open te breken waarna de cavalerietanks de doorbraak zouden gaan uitbuiten. Cavalerietanks moesten daarom vooral mobiel zijn; de bepantsering was in beginsel secundair. Het was echter wel nodig dat ze in staat waren vijandelijke tanks te vernietigen want de vijand zou met zijn pantserreserves gaan proberen de oprukkende eenheden een halt toe te roepen. Het was dus belangrijk een krachtig kanon te bezitten maar ook kon het geen kwaad toch voldoende pantser te hebben om de granaten van andere tanks te kunnen stoppen.
De SOMUA S35 leek uitstekend aan al deze eisen te voldoen: hij was redelijk mobiel en was beter bepantserd en bewapend dan zijn vermoedelijke tegenstanders: de Sovjet BT-7 en de Duitse Panzerkampfwagen III. Zo was de Duitse tank kwetsbaar voor het SA 35-kanon tot een afstand van achthonderd meter, terwijl hij tot minder dan driehonderd meter moest naderen om het zijpantser van de SOMUA S35 te kunnen doorslaan. Om die reden wordt de SOMUA S35 vaak de "beste tank van de jaren dertig" genoemd.
De Franse Cavalerie zelf was echter niet onverdeeld tevreden over het type. De bezwaren deden zich voor op het tactische, het operationele en het strategische vlak. Tactisch gezien was het grote probleem de slechte waarneming door de commandant. De Cavalerie had de APX 1 toren opgedrongen gekregen vanuit het Franse beleid om standaardtorens te produceren die bij verschillende tanktypes gebruikt konden worden. Dat verminderde de fabricagekosten maar maakte het de Cavalerie onmogelijk om een type te verwerven dat aansloot bij de eigen behoefte. Opmerkelijk genoeg zag men de eenmanstoren niet als een groot bezwaar. Na de oorlog zou dit altijd vermeld worden als het zwakke punt van de Franse tanks. Bij de keuze voor een dergelijke toren had men echter welbewust de nadelen — een lagere werkelijke vuursnelheid en een slechte coördinatie tussen de tanks van een peloton — op de koop toegenomen. Een driemanstoren zou de tank te breed en dus te duur hebben gemaakt en ook lichter gepantserd gegeven het gewicht van twintig ton dat men toen als praktisch maximum voor mobiele tanks zag. Daarbij had men een groot tekort aan geschikte manschappen. De lagere vuursnelheid was vooral een probleem op middelbare afstand. Van veraf kon men rustig richten en in het nabijgevecht was het maar de vraag of de eenmanstoren, met zijn snellere rotatie en niet vertraagd door de bevelen die de commandant aan schutter en lader moest geven, echt langzamer reageerde. De commandant werd getraind om onder die omstandigheden vier schoten per minuut af te geven op vier verschillende doelen. De granaat was nog juist licht genoeg om met één hand het semiautomatische kanon te kunnen laden en op korte afstand kon men pointé à blanc vuren, dus direct "gericht op het doelwit", zonder de tijd te nemen voor een ballistische correctie; de spreiding van het schot was daarbij geen bezwaar: alle granaten vielen op vijfhonderd meter binnen een ellips met als lengte een halve meter. Op wat verdere afstand was de driemanstoren echter duidelijk in het voordeel en kon als eerste vuur uitbrengen en een hogere vuursnelheid volhouden — op diezelfde afstand was de SOMUA S35 echter zeer lastig uit te schakelen; als de commandant zich niet liet intimideren door de inslaande granaten kon hij met een enkel tegenschot de strijd in zijn voordeel beslechten.
Operationeel gezien was het grote bezwaar tegen de tank zijn mechanische onbetrouwbaarheid. Die was weliswaar niet groter dan bij andere Franse tanks, maar gezien zijn speciale taak om diepe strategische penetraties uit te voeren, was de onderhoudsgevoeligheid toch veel te groot. Vooral de eerste serie van vijftig voertuigen deed het erg slecht en was daarbij ook nog eens lastig te repareren. Er werd een grote inspanning geleverd dit te verbeteren door modificaties en betere procedures en in 1940 was er voldoende ervaring opgedaan om de uitval op korte afstanden binnen de grenzen te houden. Desalniettemin maakte men zo veel mogelijk gebruik van treintransport en desnoods vervoer op vrachtwagens via de zestig Titan-opleggers. Dat het type zo storingsgevoelig bleek, was een flinke tegenvaller want Brillié had nog geclaimd dat het gemiddeld driehonderd kilometer zou kunnen rijden zonder uitval, het dubbele van wat toen de norm was. Hetzelfde had hij echter beweerd van de LT35 en daarvan werd de productie bijna voorgoed stopgezet, zo slecht was de mechaniek in feite. Het fundamentele probleem bleef de ouderwetse ophanging met bladveren. Verschillende officieren drongen aan op de invoering van een onafhankelijke wielophanging — met als voordelen: een betere vering en daardoor snelheid en een grotere betrouwbaarheid — maar daarvoor was in Frankrijk niet direct een geschikt systeem voorhanden. De beste technologie, die van de torsiestaaf, was duur, stelde voor Franse begrippen te hoge eisen aan de kwaliteitscontrole en vergde binnenruimte op de bodem van de tank zodat het niet ingepast kon worden in bestaande ontwerpen. Het was een uitvinding van Porsche maar de Duitsers hadden zelf niet dan na grote aarzeling tot toepassing bij hun tanks besloten. Het goedkope alternatief was de Christieophanging, ontwikkeld door de Amerikaan Walter Christie en bestaande uit grote verticale springveren. Maar die had weer als nadeel dat de overbelaste veren snel hun veerkracht verloren; daarom hadden de Amerikanen zelf van het systeem afgezien, kon het bij de Sovjet T-34 slechts een succes worden door de korte levensduur van die tank op het slagveld en zou het bij de Britten mislukken.
Het strategische bezwaar tegen de tank was zijn hoge kostprijs, waardoor het type slechts in te kleine aantallen kon worden aangeschaft. Het plan om alle vijf de cavaleriedivisies in een pantserdivisie om te vormen kon daarom geen doorgang vinden. De Duitsers produceerden van hun middelzware PzKpfw.III nóg minder exemplaren maar vingen dat op door een kleine kern van zwaardere tanks aan te vullen met lichte tanks; zo transformeerden ze zelfs hun Leichte Kavalleriedivisionen in pantserdivisies. De Franse cavalerie wilde echter voldoende slagkracht concentreren per divisie en vond Hotchkisstanks te slecht voor een effectieve aanvulling. Dit had als gevolg dat in mei 1940 de Duitsers over tien gemechaniseerde manoeuvre-eenheden zouden beschikken en de Fransen maar over drie. Behalve dit kwantitatieve verschil, was er echter nauwelijks organisatorisch onderscheid te maken tussen beide soorten divisie. Na de oorlog werd het Duitse optreden vaak gezien als een bewust voorbereide Blitzkrieg, waarbij graag een tegenstelling gemaakt werd met de vermeende achterlopende Franse doctrine. Dat de Franse pantserdivisies van de Cavalerie, de Divisions Légères Mécaniques, in hun algemene organisatie als twee druppels water leken op de Duitse Panzerdivisionen, paste echter slecht in dit beeld en daarom werd maar verzonnen dat hun optreden doctrinair beperkt werd tot de "klassieke cavalerietaken" zoals verkenning, het vormen van een veiligheidsscherm voor de hoofdmacht en het achtervolgen van een verslagen vijand. In feite was de echte Blitzkrieg — in tegenstelling tot gemechaniseerde oorlogsvoering in het algemeen — niet de officiële Duitse doctrine en was de operationele doctrine van de Franse Cavalerie met haar klemtoon op de strategische exploitatie eerder wat moderner dan de Duitse. Een andere manier om de gelijkwaardigheid van de Franse eenheden te verhullen was een foute vertaling van hun naam: in plaats van het taalkundig en begripsmatig correcte "Gemechaniseerde Lichte Divisie" werd het "Lichte Gemechaniseerde Divisie", alsof ze licht waren uitgerust. In werkelijkheid betekent "licht" hier "mobiel" en vormden ze de zwaarst bewapende eenheden aan geallieerde kant, mede door een groot contingent aan SOMUA S35's.

## Productie

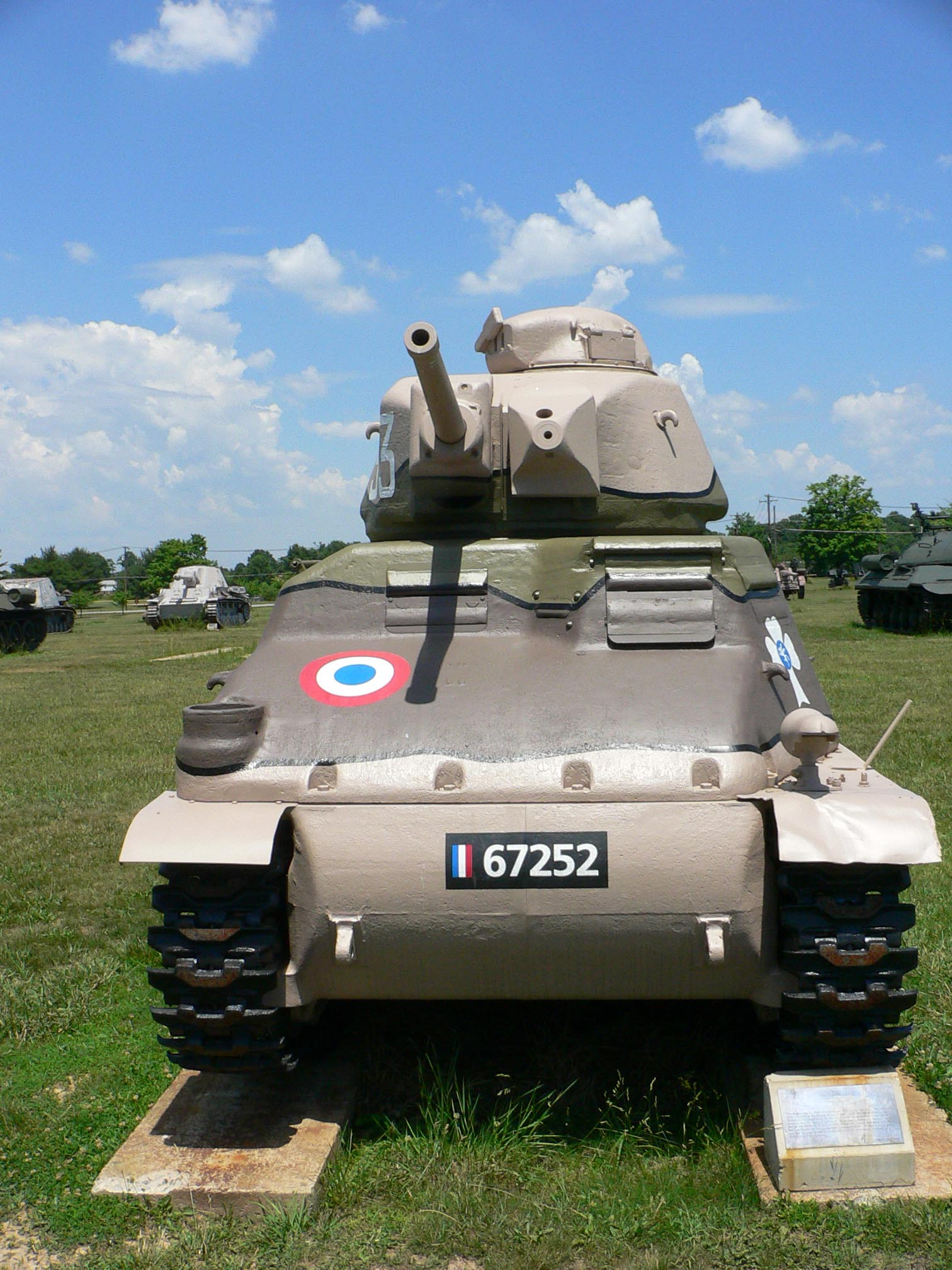
Een SOMUA S 35 in Aberdeen, Maryland

In het begin liep de productie van de SOMUA S35 erg traag; de eerste doelstelling was een maandelijkse productie van zes. Pas eind 1937 kwam het nieuwe kanon beschikbaar; in de zomer van 1938 waren er honderd tanks klaar. Van de vijfhonderd tanks die er op 1 september 1939 bij het uitbreken van de Tweede Wereldoorlog besteld waren, had SOMUA er 270 gebouwd en 246 afgeleverd. Daarvan bevonden zich er 191 bij acht eskadrons van de Cavalerie; 51 waren in opslag als materieelreserve en vier waren er op dat moment teruggestuurd naar de fabriek voor reparaties.
Zowel om nieuwe pantserdivisies op te richten voor een groot offensief tegen Duitsland in 1941, als om de te trage Hotchkiss H35's van de oorspronkelijke serie te vervangen zoals voorzien vanaf juli 1940, waren veel nieuwe tanks nodig. Al in september werd er een vervolgorder geplaatst van honderd; daarna werden iedere maand opnieuw budgetten beschikbaar gesteld voor nieuwe bestellingen, meestal voor een aantal van 36 stuks, tot op 1 januari 1940 het totaal was opgelopen tot 824. Met dat aantal hoopte men in de zomer van 1941 zeven DLM's operationeel te hebben; de oorspronkelijke drie zouden dan ieder zijn uitgerust met nominaal 160 SOMUA-tanks; de nog op te richten vier pantserdivisies ieder met een kern van tachtig SOMUA-tanks voor een totale organieke sterkte van achthonderd. Men besefte echter terdege dat de feitelijke productie voorlopig niet aan de vraag kon voldoen: de capaciteit van de achttien gieterijen in Frankrijk was simpelweg te gering en men plande voorlopig een realistische maandelijkse productie van vijftien, overgaande in slechts zestien voor de rest van de oorlog. Daarom had men ook een Pools verzoek om levering van honderd voertuigen in de zomer van 1939 afgewezen. Tot eind 1939 werden vijftig voertuigen geleverd. In januari 1940 kwam er echter een nieuwe gieterij klaar bij l'Alsacienne de Construction Mécanique en werden er ook scheepswerven ingeschakeld wat een maandproductie mogelijk maakte van 24. De feitelijke productie liep daar iets bij achter: 21 in januari, zestien in februari, negentien in maart, twintig in april en 22 in mei. Die laatste maand werden de totale fabrieksvoorraden vrijgegeven wat tot een piek van 69 geleverde tanks leidde. Op 10 mei waren er, behalve de ongeveer 288 voertuigen die dienden in de eenheden en een klein aantal dat gebruikt werd voor de rijopleiding, 31 stuks voorhanden in de materieelreserve, 49 in de fabrieksvoorraden en was van 26 de levering in behandeling — de acceptatieperiode duurde normaliter een maand. In juni 1940 werden de laatste twaalf tanks afgeleverd voor een totaal, inclusief prototype en voorserie, van 430 voertuigen.
In juni waren er nog wanhopige plannen om de fabricage op te voeren tot tachtig per maand, natuurlijk uitgaande van de gedachte dat Frankrijk nog zou weten stand te houden. Er was al overwogen om de Amerikaanse industrie bij het productieproces in te zetten. Ironisch genoeg werd nu Louis Renault naar de Verenigde Staten gestuurd om daar zo snel mogelijk tweeduizend SOMUA S35's te laten fabriceren. Nauwelijks was hij daar aangekomen of Frankrijk sloot een wapenstilstand. Volgens de legende zouden de blauwdrukken van de Franse tank nog invloed hebben uitgeoefend op het ontwerp van de M4 Sherman.
Ook zonder Duitse overwinning zou de productie van de SOMUA S35 echter snel haar einde bereikt hebben want men was van plan geweest het oude type vanaf het 451e exemplaar op de productielijnen te laten vervangen door een nieuw ontwerp: de SOMUA S40.

## De SOMUA S40
Het gebruik van gietstaal bij het ontwerp van de SOMUA S35 had duidelijke voordelen geboden: een efficiënte afgeronde vormgeving met een goed afketsingseffect die niet al te veel manuren kostte en waarbij men geen gevaar liep dat het tankchassis al na een paar jaar de noodzakelijke stijfheid verloor, zoals bij een klinknagelconstructie vaak gebeurde. Het was echter ook een beperkende factor gebleken in de productie. Men besloot deze belemmering althans ten dele te verwijderen en over te gaan op de fabricage van een verbeterde versie met een gelaste toren en een hoekiger, hoewel in eerste instantie nog steeds gegoten, rompvorm. Zo'n constructie had als bijkomend voordeel dat de pantserdikte eenvoudig kon worden aangepast aan de zich ontwikkelende tactische dreiging; men verwachtte, terecht, dat de Duitsers weldra veel krachtiger kanonnen met een kaliber van 50 mm in hun middelzware tanks zouden gaan inbouwen. Een extra pantserplaat liet zich bij een recht gelast torenpantser veel simpeler aanbrengen dan bij een gegoten module — om nog maar te zwijgen van de kosten die een volledig nieuwe gietvorm met zich zou meebrengen.
Opmerkelijk genoeg waren dit ten dele de overwegingen die SOMUA er al in 1937 toe gebracht hadden op eigen initiatief een heel nieuwe variant te ontwikkelen, de AC5. In 1936 had het bedrijf een studie gemaakt van een ontwerpvoorstel voor de Char G1, de toekomstige middelzware tank van Frankrijk; het voorstel was in december 1936 afgewezen ten gunste van voorstellen van andere bedrijven. SOMUA besloot toen in het voorjaar van 1937 de investering toch te laten renderen door het de basis te laten zijn van zowel een opvolger van de SOMUA S35 als van een al in ontwikkeling zijnd verwant project voor een gemechaniseerd geschut, de SAu 40. Beide projecten hadden het loopwerk gemeen dat een verbeterde versie was van dat van de SOMUA S35. Het oorspronkelijke systeem was te plat geweest. Daardoor was het klimvermogen gering, slechts 45 centimeter, en was het voertuig te stroef bij het draaien. Dat was ook de reden geweest dat de Infanterie de S35 afwees als mogelijk alternatief voor de Char B1 bij het uitrusten van haar pantserdivisies. Het nieuwe model, waarvan men hoopte dat het alsnog ook door de Infanterie zou worden aangeschaft, had vooraan een hoger klimwiel, het profiel van de onderkant van de rupsband was krommer en het was vooraan verlengd door een negende loopwiel, wat een verlengd chassis mogelijk maakte, hoewel de dragende lengte van de rupsband gelijk bleef met 350 centimeter, doordat het voorste wiel geen contact meer maakte met de grond; zo werd het draaivermogen niet negatief beïnvloed. De verbreding van de romp bij de SAu 40: 245 in plaats van 212 centimeter, werd echter nagelaten. Desalniettemin installeerde men een krachtiger, want opgevoerde, achtcilindermotor van 219 - 230 pk en 13.745 cc, die als bijzonderheid had dat hij geschikt was voor brandstoffen van verschillend octaangetal. Door de sterkere motor zou de maximumsnelheid toenemen naar 45 km/u.
In november 1938 werd dit project plots actueel, toen niet alleen de Infanterie maar ook de Cavalerie zelf problemen ondervond met het te geringe klimvermogen. SOMUA droeg de AC5 als oplossing voor maar de Cavalerie vreesde dat het ontwerp zoals het toen bestond te zwaar zou worden; het ging uit van een pantserbasis van 60 millimeter. SOMUA herontwierp het toen op papier met de oorspronkelijke S 35-pantserdikte van 40 millimeter. Door het grotere onderstel dreigde het totaalgewicht toch met 475 kilo toe te nemen, terwijl een nieuwe gelaste toren daar nog eens vijfhonderd kilo aan toe zou voegen, iets wat de Cavalerie onaanvaardbaar vond als daar geen hogere bescherming tegenover stond. Ingenieur Martin-Prevel, directeur van het Atelier de Rueil, stelde toen op 14 december 1938 een nieuwe gietvorm voor, vierhonderd kilo lichter, waarin de maximumhoogte van de romp veertien centimeter verlaagd werd. Ruwweg volgde die de vorm van de oorspronkelijke gegoten opbouw. De neus was echter veel spitser — wat ook het afketsingseffect flink verbeterde — en het bovendek van de gevechtsruimte liep ook wat schuin naar beneden af. Dit alles ging ten koste van de bewegingsruimte voor de bemanningsleden. Het motordek was echter juist verhoogd om ruimte scheppen voor de sterkere motor en de bodemplaat onder de motor die bij de S35 met 15 mm nog dunner was dan de 20 mm plaat onder de gevechtsruimte, werd op gelijke dikte gebracht. De lengte zou toenemen van 538 naar 567 centimeter en de hoogte van 2624 naar 2648 millimeter.
Het lag in de bedoeling de gelaste ARL 2C toren te gebruiken, dezelfde welke men voor de latere serie van de Char B1 bis voorzag. De enige foto die van het S 40 prototype bestaat en die genomen is in het voorjaar van 1939, toont een houten dummytoren. Foto's van het stalen torenprototype laten een constructie zien die wat platter en breder is dan de oorspronkelijke, meer wigvormig en voorzien van een vierkante opbouw als commandokoepeltje. De doorsnede van de torenring nam toe van 1130 naar 1138 millimeter. De toren had een pantserbasis van 40 millimeter maar als eigenaardigheid dat juist de achterzijde een plaat van 60 millimeter had, om als tegenwicht voor de bewapening de balans te verbeteren.
Kort na het uitbreken van de vijandelijkheden, op 21 september 1939, werd een bestelling gedaan van vijftig voertuigen van het nieuwe type, de Automitrailleuse de Combat modèle 1935 S modifié 39, dat echter in 1940 gemeenlijk met SOMUA S40 werd aangeduid; in 1939 noemde men het meestal nog SOMUA S39. Op 26 september waren er nog eens 108 tanks extra besteld. Op 1 januari 1940 was dit al opgelopen tot 374 plus 26 chassis ter vervanging van beschadigde, dus tot een totaal van vierhonderd. De gelaste toren zou gemaakt worden door het Atelier de Rueil en overigens nog steeds slechts het oude SA 35 kanon bevatten. Behalve Schneider, moesten ook de locomotieffabrikant Cail en het bedrijf Ugine ingezet worden om de productie te verhogen.
In oktober 1939 ging men ervan uit dat de eerste levering in oktober 1940 zou zijn met vijftien tanks, in december te verhogen tot een tempo van twintig tanks per maand. Voordat de tanks geleverd konden worden, moesten Schneider en Cail eerst de rompen gieten. De mallen voor de bovenbouw kwamen pas in november 1939 klaar. In januari 1940 leverde Schneider de eerste vier (in november) gegoten onderstellen aan; Cail moest die productie eind april overnemen, nadat Schneider de eerste 38 rompen had gemaakt. Schneider leverde de eerste stuks van de bovenbouw in maart; het gecombineerde chassis moest daarna nog door een onderaannemer bijgeslepen worden wat een maand vertraging zou opleveren. SOMUA verwachtte op 5 februari de eerste veertien S 40's in juli te kunnen produceren, gevolgd door 27 in augustus en 32 in september, waarna de levering aan het leger kon beginnen; het totaal voor 1940 zou 160 moeten bedragen. Die voertuigen konden dan nog niet allemaal voorzien worden van de ARL 2C-toren, waarvan de levering trager op gang zou komen; daarom waren er eerst 506 en later zelfs 530 in plaats van 450 torens van het oorspronkelijke APX 1CE-type besteld. Men nam voor in het begin de twee versies met en zonder nieuwe toren tegelijk te bouwen. Ook de nieuwe motor was in het voorjaar van 1940 nog niet in productie. In juni 1940, toen de eerste vijf ARL 2C torens verwacht werden, was hoogstwaarschijnlijk zelfs geen werkend prototype gereed en er is zover bekend geen enkel serievoertuig voltooid.
Behalve deze AC5, waren er in het voorjaar van 1940 plannen om in 1941 een "AC6" of "S41" te gaan produceren met een pantserdikte die vooraan verhoogd zou zijn tot zestig à zeventig millimeter en een rompgewicht dat 1,6 ton hoger lag. Hiervoor werd een versie van de ARL 2-toren ontwikkeld, die rondom met 60 mm bepantserd was. Men wilde die in een volgende fase ook breder maken, niet om tot een tweemanstoren te komen maar om het veel krachtiger 47 mm Lang 53 SA 37 kanon in te bouwen. Men overwoog daarbij om allereerst ook het bovendeel van de romp uit gelaste platen te gaan construeren. Sommige van die plannen zouden ook na de wapenstilstand verder ontwikkeld worden.

## Operationele Geschiedenis

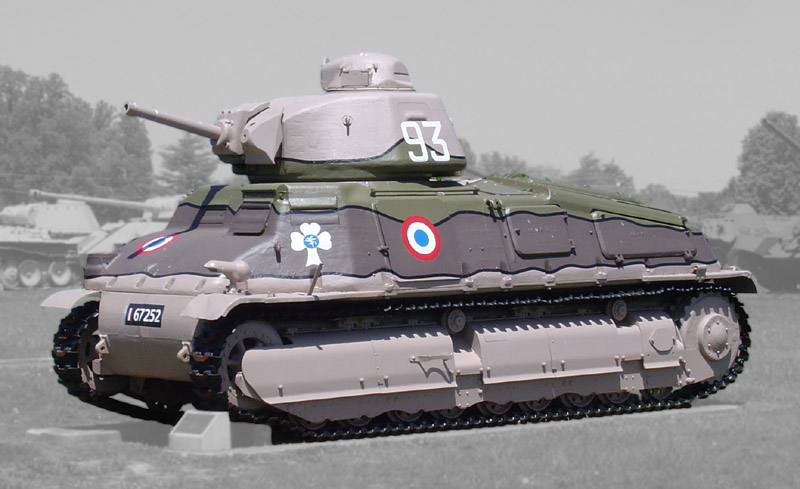
De linkerzijde

### Voor de oorlog
In januari 1936 werden de vier voorserievoertuigen in gebruik genomen door de 4e Groupe Autonome d'Automitraileuses, die op 16 maart omgevormd wordt tot de 4e Cuirassiers, een regiment te Reims. De vijftig voertuigen van de eerste productieserie stroomden vanaf eind 1937 in bij de 1re Brigade Légère Mecanique, ook al gelegerd te Reims, waar 4e Cuirassiers deel van uitmaakt; deze actieve brigade is de kern van de zich vormende 1re Division Légère Mecanique. Deze eenheid was al in het voorjaar van 1933 opgezet en in juli 1935 officieel opgericht als de eerste pantserdivisie ter wereld door Jean Fabry. Overigens schrok deze minister van oorlog zo van een door hem bijgewoonde eerste oefening waarbij tijdens een gesimuleerde aanval op een hechte met antitankkanonnen verdedigde infanteriepositie alle tanks verloren gingen dat hij overwoog zijn beslissing weer terug te draaien en zelfs de aanschaf van de SOMUA S35 opschortte, totdat hij zich door generaal Darius Bloch van zijn ongelijk liet overtuigen. Echte tanks werden bij deze manoeuvre niet ingezet: pas eind 1938 was 1 DLM werkelijk, en niet slechts in naam, een pantserdivisie. De instructie aan de bemanningen werd gegeven in een opleidingscentrum te Arpajon. In 1937 werd 2 DLM opgericht te Melun. Het totaal zou voor de oorlog tot twee beperkt blijven, terwijl Duitsland het aantal Panzerdivisionen in die tijd zou verhogen van drie naar zes. Dat kwam overigens niet door een gebrek aan belangstelling aan Franse kant voor grote gemechaniseerde eenheden maar vanwege grote politieke conflicten over de taak en toewijzing van pantserdivisies. De Infanterie wilde er elf oprichten en die de strategische rol van de DLM's laten overnemen. Daarvoor was het dan wel nodig die uit te rusten met een geschikte middelzware tank; het type dat men daarvoor in gedachten had: de Char D2, bleek echter veel te onbetrouwbaar. In 1938 stelde generaal Pierre Héring daarom voor dat de Infanterie de SOMUA S35 zou adopteren voor een versnelde opbouw van haar Divisions Cuirassées. Budgettaire beperkingen en de noodsituatie door de onmiddellijk dreigende oorlog dwongen uiteindelijk echter tot het handhaven op de productielijnen van de oude zware Char B1.

### Slag om Frankrijk
Na het uitbreken van de oorlog werd het programma versneld maar zelfs toen bleek het zeer lastig op tijd voldoende gekwalificeerd personeel op te leiden. De derde DLM werd pas opgericht op 1 februari 1940. De DLM's zijn op dat moment, behalve de divisietroepen, uit twee BLM's opgebouwd, waarvan een de verkenningseenheden en de gemechaniseerde infanterie (in pantserinfanterievoertuigen) bevat en de ander twee tankregimenten. Ieder tankregiment heeft twee eskadrons SOMUA S35's en twee eskadrons Hotchkiss H35's. Ieder eskadron heeft vier pelotons van vijf tanks. Een DLM heeft dus vier eskadrons van twintig SOMUA S35's maar de eskadronscommandanten plegen een eigen commandotank te reserveren en er zijn vier tanks in de organieke materieelreserve zodat het totaal op 88 uitkomt.
Op 26 december was al een omvattend Corps de Cavalerie geschapen, een pantserkorps onder commando van generaal René-Jacques-Adolphe Prioux. In mei 1940, tijdens de Slag om Frankrijk, zou dat korps, de enige krachtige strategische reserve waarover de Entente beschikte, tegen de protesten van Prioux in door opperbevelhebber Maurice Gamelin, meteen ingezet en gesplitst worden: 1 DLM werd uitgestuurd om contact te leggen en handhaven met Nederland. De overige twee zouden gezamenlijk een vertragend gevecht moeten voeren ten oosten van Gembloers, de verwachte locatie van de Duitse hoofdaanval, om het Franse 1e Leger de tijd te geven zich daar in te graven. In feite werden de DLM's dus inderdaad voor "klassieke cavalerietaken" ingezet, maar dat werd al gezien als een uitzondering, afgedwongen door de bijzondere strategische situatie.
Op 12 mei begon de Slag om Hannuit, een van de grootste pure tankslagen uit de wereldgeschiedenis, toen 4. Panzerdivision op een blokkerende lijn van versterkte dorpen stuitte, bezet door de gemechaniseerde infanterie van 3DLM en verder versterkt door de Hotchkiss H35-eskadrons. De SOMUA S35-eskadrons lagen dieper in reserve om vuurovervallen en tegenstoten uit te voeren. Toen bleek dat de Hotchkisstanks door hun slechte bewapening moeite hadden de Duitse aanvallen af te slaan, voerde een SOMUA S35-eskadron in de late middag een gewaagde raid uit: men trok de vijand tegemoet om zijn opbouw voor een volgende aanval te verstoren. De Franse tanks naderden een groot Duits verzamelgebied op achthonderd meter en openden het vuur op de zich daar concentrerende Duitse tanks, die voor het merendeel van het lichte type Panzerkampfwagen I of Panzerkampfwagen II waren. Tientallen werden vernietigd of beschadigd; de Duitse aanval kwam die dag niet meer van de grond en er werd bevel gegeven vuurcontact met de SOMUA S35 te vermijden.
De volgende dag arriveerde iets noordelijker ook 3. Panzerdivision en het Duitse pantserkorps concentreerde zich voor een massale aanval, terwijl 2 DLM in een zuidelijker positie bleef, uit de, ongerechtvaardigde, vrees dat er nog meer Panzerdivisionen zouden opduiken. Nu werden de Franse infanterieposities overspoeld door honderden vijandelijke tanks. Felle tegenstoten door de SOMUA-eskadrons brachten opnieuw zware verliezen toe maar konden het tij niet meer keren; soms stonden ze ingesloten eenheden toe weer naar het westen uit te breken. In de loop van de dag kregen de Franse tanks een gebrek aan munitie en vielen terug, het pantser van ieder voertuig overdekt met putjes van afgeketste Duitse 20 en 37 mm granaten. Omdat de opdracht van het CC nu volbracht was: de Franse infanteriedivisies hadden zich bij Gembloers ingegraven, werd het Prioux toegestaan zijn korps achter die linie terug te nemen. Na een nacht waarin de opdringende Duitsers werden afgeslagen, lukte dat in vrij goede orde op 14 Mei. De 3e DLM had zware verliezen geleden: zo'n honderd tanks, maar nog zwaardere verliezen toegebracht: 165 Duitse tanks waren uitgeschakeld. Het slagveld werd echter de vijand gelaten zodat de Duitsers 116 van hun voertuigen weer konden herstellen, terwijl de Franse tanks voorgoed verloren waren. Vooral de SOMUA-eskadrons hadden uitstekend gepresteerd, zeker gezien het feit dat 3 DLM slechts een paar weken getraind had en de meeste tanks maar twee bemanningsleden hadden. Ze verloren dertig tanks, maar het merendeel daarvan door mechanische uitval of als gevolg van artillerietreffers; zelf schakelden ze een honderdtal Duitse tanks uit.

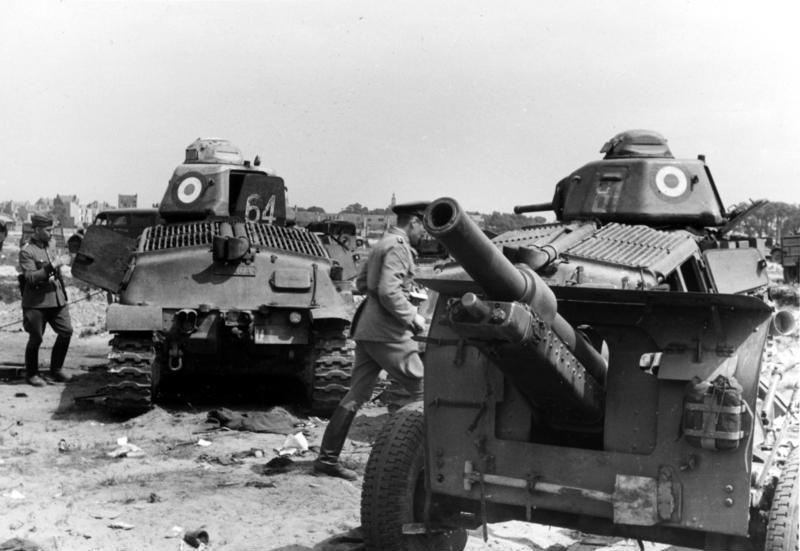
Twee SOMUA S35's achtergelaten bij Duinkerken

Dit relatieve succes bleek echter irrelevant want de Duitse aanval op Gembloers was slechts een schijnbeweging die de aandacht af moest leiden van het hoofdoffensief door de Ardennen. Toen dit op 14 mei duidelijk werd, riep men 1e DLM weer uit Nederland terug; de SOMUA-eskadrons hadden niet eens gevechtscontact gemaakt met de vijand toen ze opnieuw op de trein geladen werden, maar nu voor een tocht terug naar het zuiden. Door deze plotse omslag viel de divisie organisatorisch uit elkaar en wat een geconcentreerde tegenaanval had moeten worden tegen de noordflank van de Duitse doorbraak eindigde in een aantal kleinere gevechten op 17 en 18 mei waarin de onderdelen van Frankrijks krachtigste eenheid stuk voor stuk werden vernietigd door 5. Panzerdivision, zij het opnieuw ten koste van gevoelige Duitse verliezen. Ook 2 en 3 DLM waren moeilijk geconcentreerd te gebruiken omdat ze door het 1e Leger verdeeld waren ter versterking van de infanteriedivisies en deze de zo nuttige tanks eerst niet meer wilden afstaan. Pas bij de Slag bij Arras kwam het tot een krachtige aanval, maar die was niet beslissend; de SOMUA S35's hielpen daarna bij de achterhoedegevechten om de Evacuatie van Duinkerken mogelijk te maken; het materieel moest bij dat laatste achtergelaten worden.
De vernietiging van de eenheden waarvoor hij exclusief bedoeld was, betekende echter niet meteen het einde van de inzet van de SOMUA S35. Er waren, of kwamen, nog een 150 voertuigen beschikbaar, voornamelijk in de materieelreserve, en die werden zo veel mogelijk in de strijd geworpen in haastig geïmproviseerde eenheden. Om te beginnen werden de drie oorspronkelijke DLM's opnieuw in het veld gebracht met wat er nog in hun bases aan achtergebleven personeel beschikbaar was of via Engeland uit Duinkerken op tijd naar Frankrijk terugkeerde. Dat stelde bij elkaar niet al te veel voor en dus kregen 1 en 2 DLM tien SOMUA-tanks en 3 DLM twintig. Daarnaast werd de 1e DLC hernoemd tot 4e DLM en ook die kreeg tien SOMUA-tanks in overeenstemming met haar nieuwe status als pantserdivisie. Verder waren er twee regimenten in oprichting die bestemd waren geweest voor echte nieuwe DLM's, later dat jaar te formeren. Daarvan werd er één, het 3e Cuirassiers met 39 S 35's, toegevoegd aan de geïmproviseerde 4 DCR, een pantserdivisie van de Infanterie onder leiding van Charles de Gaulle; de andere, 7e Cuirassiers met 25 S 35's, vocht autonoom, zonder organiek van een divisie deel uit te maken. De 3e RAM van 3e DLC had een peloton met drie S 35's. Ten slotte waren er nog de meest informele eenheden van allemaal: de Corps-francs Motorisés, bestaande uit een handjevol vrijwilligers die met wat materieel à l'improviste de vijand tegemoet werden gestuurd. Vijf daarvan waren opgebouwd rond een peloton van vijf S 35's.

### In Duitse hand

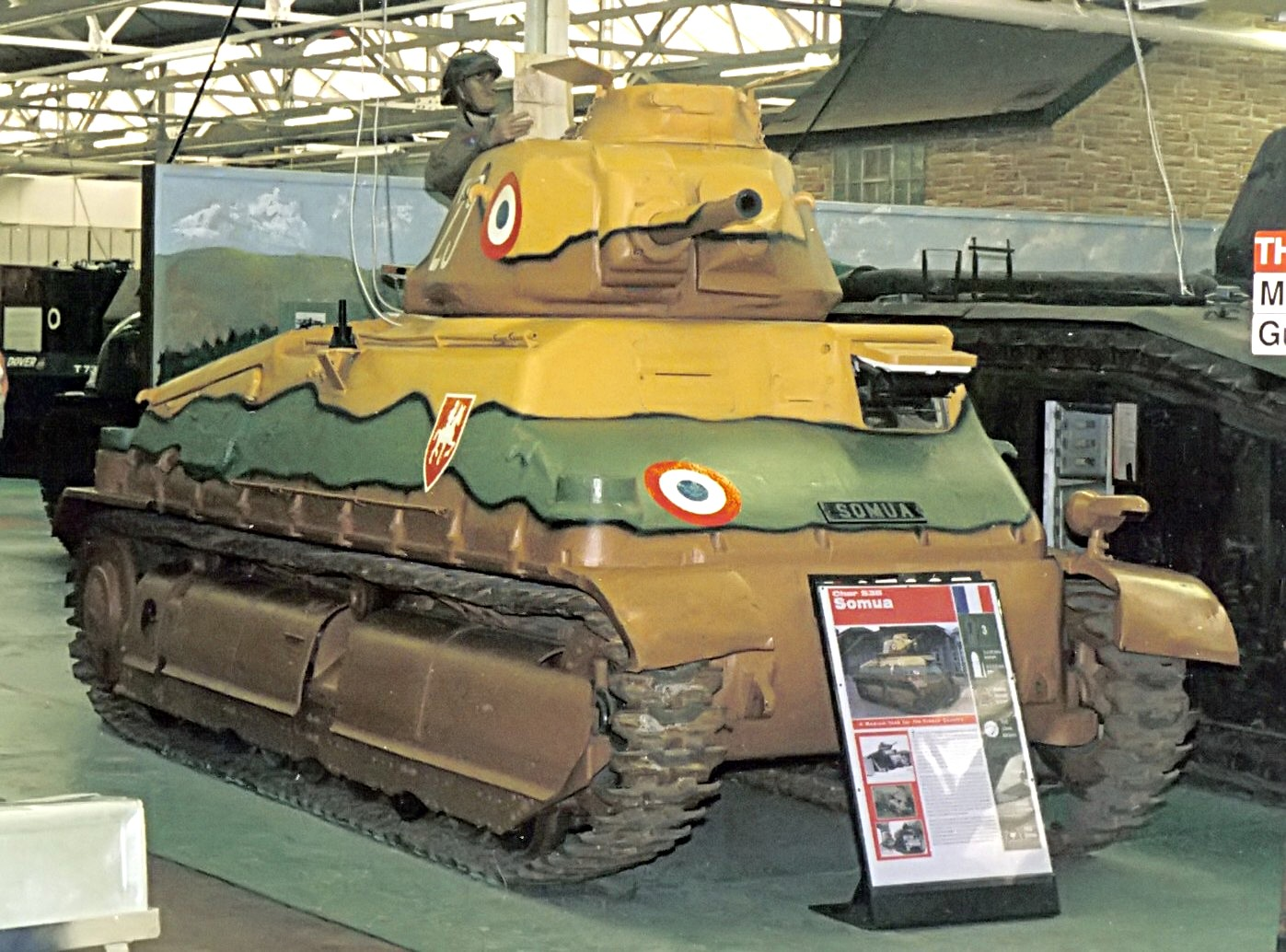
SOMUA S35 in het Bovington Tank Museum, door de Duitsers gemodificeerd

Door hun overwinning viel de Duitsers een groot aantal SOMUA S35's in handen, volgens sommige bronnen 297. Deze werden in dienst genomen bij de Wehrmacht onder de aanduiding Panzerkampfwagen 35-S 739(f). Het voertuig werd aan de Duitse preferenties aangepast door de bovenkant van het commandokoepeltje af te zagen en te vervangen door een dubbelluik; ook werd meestal een radio geïnstalleerd: het FuG5. Daarnaast was er een commandoversie met zwaardere radioapparatuur, bijpassend groot antenneframe op het motordek en een dummykanon omdat het oorspronkelijke verwijderd werd om ruimte te maken. Sommige voertuigen gebruikte men zonder opbouw voor de rijopleiding als Fahrschulpanzer Somua 35S (f). Bij de SOMUA S35 konden de twee bovenste pantsermodules in hun geheel verwijderd worden, zonder dat er enige aanpassing nodig was om met het onderstel te blijven rijden, wat ook zeer handig was bij de revisie van de motor. Van sommige voertuigen werd de toren en het omliggende deel van het bovenpantser verwijderd zodat ze konden worden ingezet als Munitions-Schlepper 35S (f) of Mörserzugmittel 35S (f) (Artillerieschlepper), in dit geval als tractor van kanonnen van zwaarder kaliber.

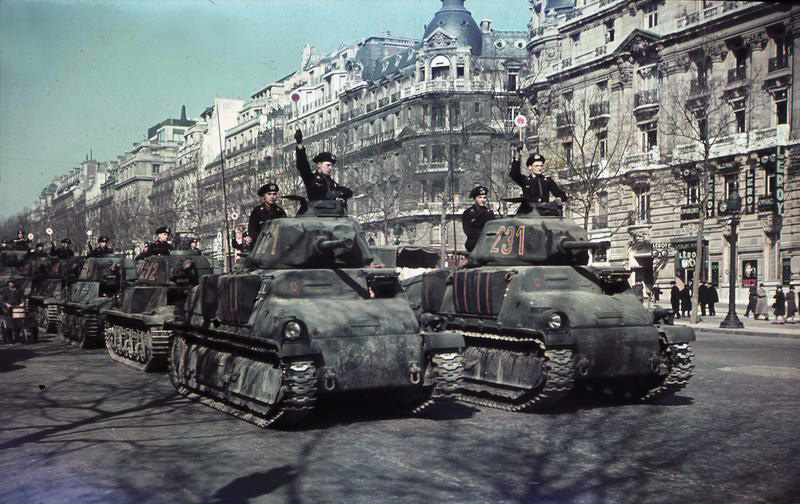
Panzerkampfwagen 35-S 739(f) in Parijs in 1941

Omdat de productie van eigen Duitse tanks wat tekortschoot werd besloten eenheden op te richten met Franse Beutepanzer. De eerste werd geformeerd op 10 december 1940: Panzerregiment 201 met 118 tanks in twee bataljons, waarvan 36 S 35's, de rest "38H"'s. Op 10 februari 1941 werd Panzerregiment 202 opgericht met een gelijke indeling en beide regimenten werden samengevoegd in Panzerbrigade 100. Op 27 januari werd daarnaast de onafhankelijke Panzerabteilung 301 met Franse voertuigen gevormd; de totale organieke sterkte van de Panzerkampfwagen 35-S 739(f) was dus negentig. Op 22 maart verving dit onafhankelijke bataljon het Tweede Bataljon van Panzerregiment 201, welk bataljon werd hernoemd tot Panzerabteilung 201 en in juni naar Finland gezonden voor Operatie Barbarossa, de belangrijkste Duitse eenheid die met de S 35 zou vechten aan het oostfront. De tankregimenten werden daarna met Duits materieel uitgerust en de Franse tanks in 1941 gebruikt voor de training van twee nieuwe eenheden, Panzerregiment 203 en Panzerregiment 204, totdat ook die weer nieuwe uitrusting kregen alvorens naar het front te gaan. Een uitzondering was het 1e Bataljon van Panzerregiment 201 dat met Franse tanks vanaf september 1941 voor bezettingsdoeleinden in Joegoslavië werd ingezet. Daarnaast werden er twee nieuwe onafhankelijke tankbataljons geformeerd met Franse voertuigen: Panzerabteilung 212 die naar Kreta ging en Panzerabteilung 214 die voor Noorwegen bestemd was. Ook was er een Kompanie Paris en verschillende kleinere bezettingseenheden op pelotonsniveau met Franse tanks.
In het voorjaar van 1942 werden Panzerregiment 1, 2, 7, 11, 25 en 36 naar Frankrijk gehaald om weer op sterkte gebracht te worden na hun zware verliezen in de winter; ook die maakten daar gebruik van Franse tanks voor hun training. Tezelfdertijd werd Panzerkompanie 223 met SOMUA S35's naar de Krim gestuurd om te helpen bij de verovering van Sebastopol, de enige keer dat Franse tanks buiten Finland tegen het Rode Leger zouden worden ingezet. In oktober 1942 werd er een overkoepelende eenheid voor Franse tanks te gebruiken in Frankrijk, opgericht: Panzerbrigade 100 (later Panzerregiment 100) met daarin Panzerkompanie 81, 100 en 223. Deze eenheid komt voort uit de Panzerersatzabteilung 100, de opleidingseenheid voor Franse tanks, opgericht in april 1941.
In de zomer van 1943 gebruikten 21. en 25. Panzerdivision in 1943 een aantal S 35s toen ze in Frankrijk heropgericht werden nadat ze respectievelijk in Noord-Afrika en aan het oostfront grotendeels waren vernietigd. Panzerregiment 100 werd hernoemd tot Panzerregiment 22 en deel van 21. Panzerdivision gemaakt; veertig SOMUA S35's bleven erbij in dienst. In juni 1943 was de totale feitelijke Duitse sterkte aan S 35's aan alle fronten 145 voertuigen.
In de herfst van dat jaar nam het aantal Duitse eenheden met Franse tanks snel toe. Om te beginnen werden in oktober na het verlaten van Italië van de As Italiaanse SOMUA S35's toegevoegd aan Duitse bezettingseenheden in Joegoslavië: Panzerabteilung 202 (vijf SOMUA S35's) en SS Panzerabteilung 7 Prinz Eugen. Een tweede ontwikkeling was het op poten zetten van extra pantsereenheden in het Westen om een mogelijke geallieerde invasie af te slaan. Dit omvatte het oprichten in november van Panzerabteilung 205 en 205., ieder met onder andere tien SOMUA S35's. Verder creëerde men in België Panzerjägerabteilung 657 met ook twee S 35's. Tijdens de gevechten in Normandië gingen de meeste van deze, nu sterk verouderde, voertuigen verloren.
Op 30 december 1944 kwamen er nog twaalf S 35's voor op de Duitse inventarislijsten.
Een speciaal Duits gebruik van de SOMUA S35 was als deel van een pantsertrein. Omdat zo'n voertuig naar zijn aard nogal lineair was in zijn mobiliteit, werden wagons meegevoerd met daarop S 35's om aanvallende partizanen te verdrijven. Panzerzüge 25, 29, 30 en 31 hadden ieder twee SOMUA S35's; Panzerzüge 26, 27 en 28 ieder drie.
Duitsland verschafte verscheidene voertuigen ook aan zijn bondgenoten. Italië kreeg er 32 in 1941, die gebruikt werden voor training en het oprichten van een reservebataljon met twee compagnies, dat vanaf november 1941 op Sardinië zou worden gestationeerd. Hongarije ontving er twee in 1942 en Bulgarije zes in 1943. Die bleven na de oorlog in dienst bij de Bulgaarse politie en waren daarmee de laatste voertuigen die nog gebruikt werden. De partizanen van Tito maakten in Joegoslavië een Italiaanse S 35 buit en bouwden het om met een Brits zesponder-kanon in de, van voren van een uitbouw voorziene, toren; dit voertuig was dus de zwaarstbewapende SOMUA S35.

### Plannen voor een hervatte productie ten bate van Duitsland, Italië en Japan
In 1940 gold de SOMUA S35 als een zeer moderne en effectieve tank. De Duitsers maakten bij het oplappen van de door hun veroverde SOMUA S35's gebruik van al geproduceerde componenten die nog in de fabrieken aanwezig waren — en van die fabrieken zelf. De gedachte lag dus voor de hand de productie van hele tanks weer op gang te brengen maar nu ten bate van de Duitse bezetter. De Franse wapenindustrie werd op allerlei gebied al ten behoeve van de Duitse oorlogsinspanning ingezet. Op 28 mei 1941 tekende de Duitse ambassadeur in Parijs, Otto Abetz, een principeovereenkomst met de Franse regering die voorzag in de fabricage van achthonderd SOMUA S40's, tweehonderd daarvan voor het Franse leger, zeshonderd voor Duitsland en Italië. Hitler was echter beducht voor een Franse herbewapening en bekrachtigde het akkoord niet.
Al in november 1940 had de Japanse regering Duitse toestemming gezocht voor de levering aan Japan van SOMUA S40's. Na de deelneming van Japan aan de oorlog kwam die op 9 februari 1942. In totaal moesten 250 SOMUA S40's aan Japan verschaft worden, de eerste te leveren binnen een jaar waarbij de productie binnen achttien maanden op een piek van acht per maand gebracht moest worden. De gebeurtenissen van november 1942 die leidden tot een totale bezetting van Frankrijk en contact met Japan onmogelijk maakten, verhinderden de uitvoering van dit plan.

### Later Frans gebruik

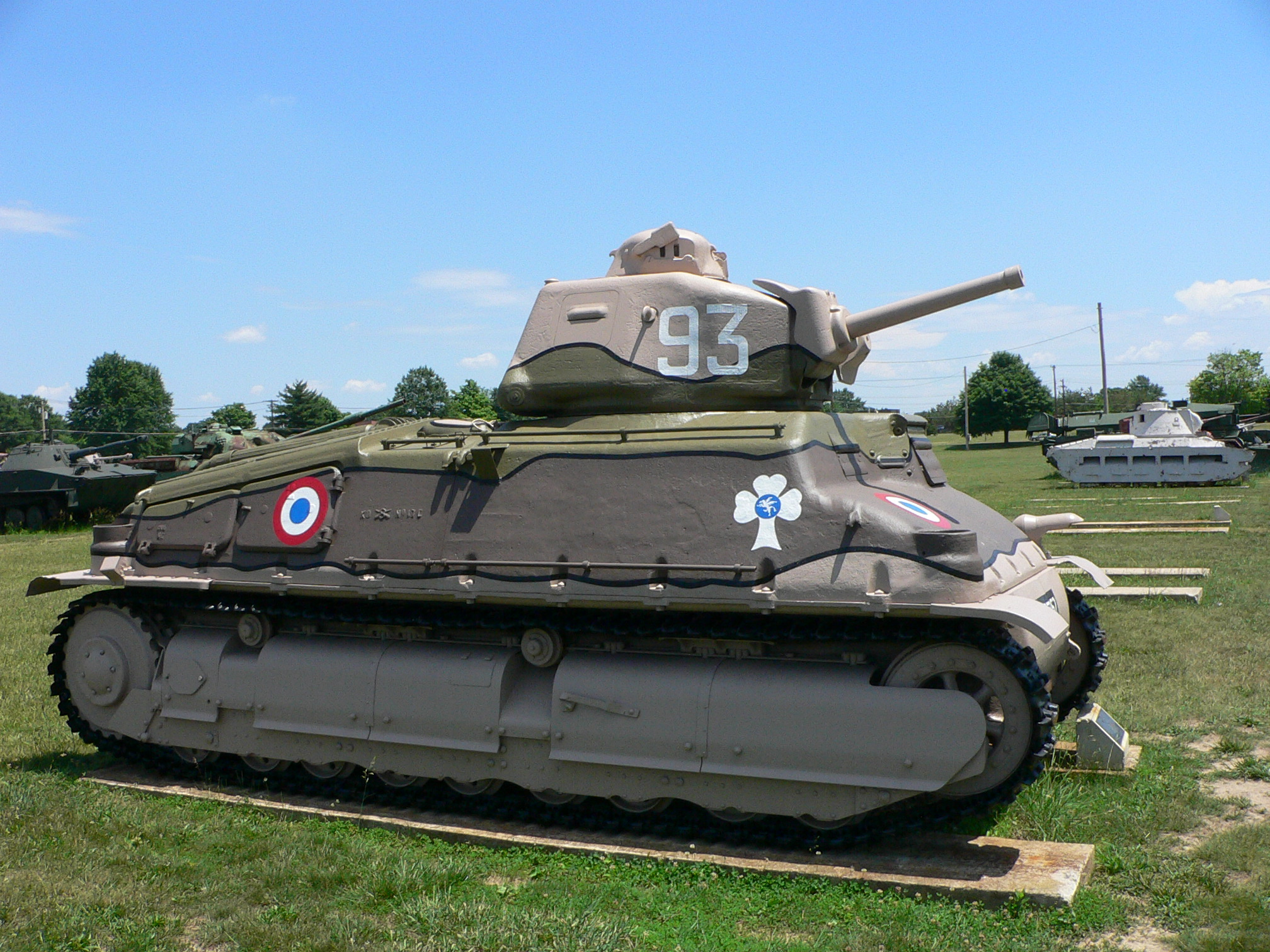
Een van de 23 tanks die naar Senegal werden gezonden

Volgens de wapenstilstandsvoorwaarden van 1940 was het Frankrijk niet geoorloofd nog tanks in het moederland te bezitten. Een aantal van 23 werd echter verborgen voor de Duitsers. Toen die dat in 1941 ontdekten, slaagde de Vichy-regering er in de Duitsers te overtuigen om toestemming te verlenen deze voertuigen naar Senegal te verschepen voor het afslaan van een mogelijke nieuwe aanval van de Vrije Fransen. Op 1 september 1941 werd de 12e Groupement Autonome des Chasseurs d'Afrique opgericht; de 23 tanks waren al op 19 juli 1941, na een oponthoud in Marokko voor training, in Dakar aangekomen. Op 15 februari 1942 werd de eenheid hernoemd tot 12e Chasseurs d'Afriques en de SOMUA S35's geplaatst in het 2ème escadron de chars. Een feitelijke aanval bleef uit en Senegal kiest na Operatie Toorts de geallieerde kant. Op 21 januari 1943 kwam 12 RCA aan in Oran om mee te doen aan het offensief om de Duitsers uit Tunesië te gooien. Het tankeskadron daarvan werd daarna als zevende ingedeeld bij het 19e Groupement Blindé Français, een concentratie van alle operationele Franse tanks in dit gebied. Vier SOMUA-tanks gingen in de gevechten verloren. De bemanningen werden daarna gebruikt om een Shermaneenheid op te richten; de stalen plaquettes met in grote letters "SOMUA" haalden ze van de neus van hun tanks om ze op die van de Shermans te bevestigen. Zeventien voertuigen maakten tot het eind van de oorlog deel uit van het 7ème Regiment de la Guarde, een koloniale eenheid die in Noord-Afrika bleef.
Begin 1942 kreeg het Vichyregime toestemming van de Duitsers om althans voor eigen gebruik de productie van de SOMUA S40 te hervatten. Er werden op 24 april 1942 plannen ingediend voor twee mogelijke typen, beiden voorzien van de grotere FCM-toren die ontwikkeld was voor de Char G1. De ene zou een SA 35-kanon hebben met twee man in de toren, de tweede een langer SA 37-kanon met drie man in de toren. Frankrijk hoopte 135 voertuigen te produceren, voldoende voor drie eskadrons van 45. De ontwikkeling moest echter in november 1942 stopgezet worden. Clandestien ging op papier het onderzoek door naar een verbeterde versie, de SARL 42, die voorzien zou moeten moeten worden van de ARL 3-toren met 75 mm kanon en optische afstandsmeter. Bepaalde componenten van dit project zouden in 1944 gebruikt worden voor de ARL 44, de eerste tank die Frankrijk na de oorlog zou produceren.

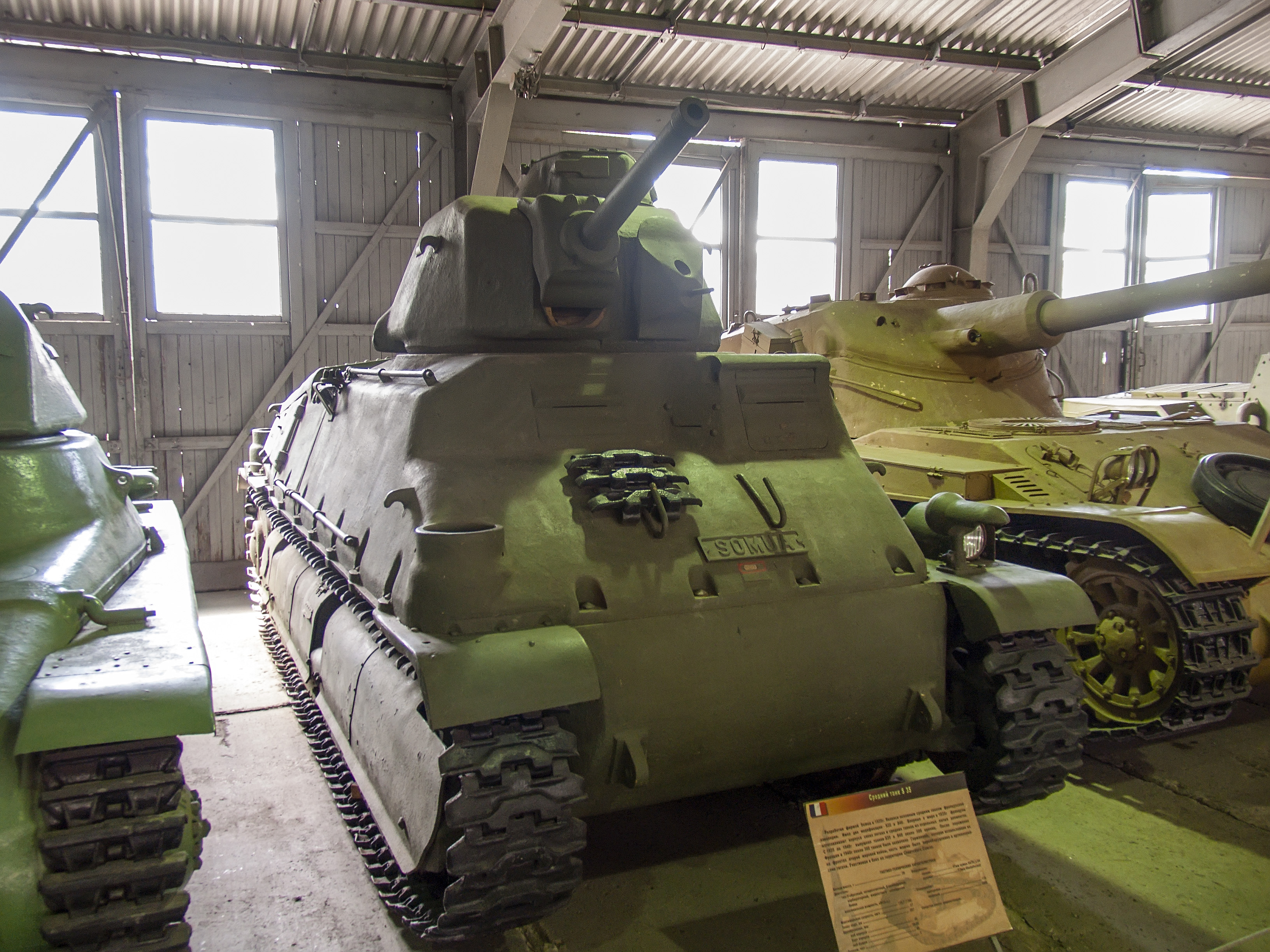
Een SOMUA S35 in Koebinka

Na de bevrijding van Frankrijk — de Résistance reed nog met een SOMUA S35 rond tijdens de Bevrijding van Parijs — werd op 7 oktober 1944 een tankeenheid opgericht met Frans materieel. Men kon in overvloed beter materieel krijgen van de bondgenoten en in feite zou men ook gedwongen zijn daar grotendeels van gebruik te maken (naast buitgemaakte Duitse voertuigen); de reden om Franse tanks te gebruiken was puur het opkrikken van het nationale moreel. Van dit 13e Régiment de Dragons, maakte ook een eskadron deel uit met zeventien SOMUA S35's, allen op de Duitsers heroverd. De voertuigen deden nog mee aan de aanval op het belegerde Duitse garnizoen van La Rochelle en aan een landing op het nog door de Duitsers bezette Oléron, beide in april 1945. Bij deze acties gingen twee voertuigen verloren, doordat ze op een Duitse antitankmijn reden. Het regiment voerde daarna tot april 1946 taken uit in de Franse bezettingszone van Duitsland, gelegerd te Wittlich.
Begin 1945 was er een project om het chassis van de SOMUA S35 te gebruiken voor ombouw tot een tankjager met een open opbouw, uitgerust met het Britse 76,2 mm zeventienponderkanon. Een prototype is nooit gebouwd.

## Heden

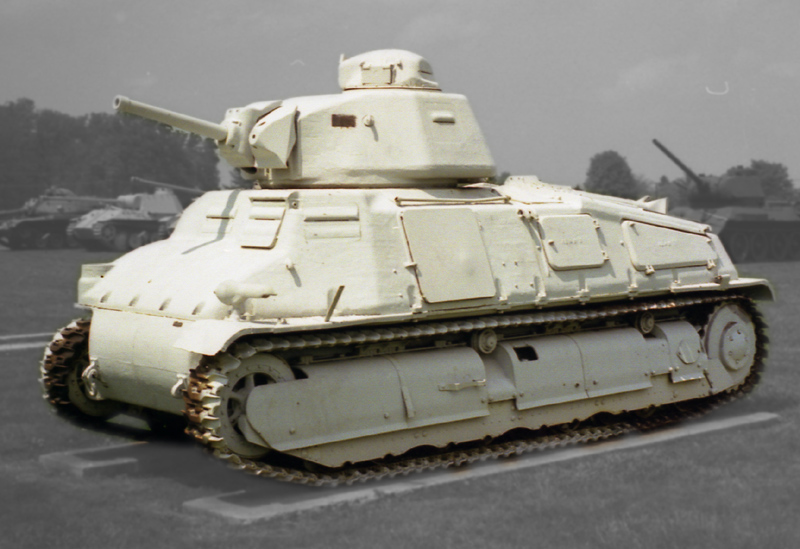
Het voertuig in Aberdeen in de roestwerende grondverf

Tegenwoordig bestaan er nog vier SOMUA S35's. Een voertuig bevindt zich in het Musée des Blindés te Saumur; het is nog in rijdende toestand. Een tweede maakt deel uit van de collectie van het Bovington Tank Museum in Engeland. De derde staat in het tankmuseum van Koebinka in Rusland; het is buitgemaakt in Finland. Deze drie voertuigen zijn alle door de Duitsers aangepast. Het vierde staat in de openluchtcollectie van het US Army Ordnance Museum te Aberdeen, Maryland. Het is een van de 23 tanks die in Noord-Afrika gevochten hebben, heeft dus nog het commandokoepeltje in oorspronkelijke toestand — maar mist de plaquette.